# Nguyễn Cư Đạo
Nguyễn Cư Đạo là danh thần nhà Lê sơ trong lịch sử Việt Nam. Ông phục vụ dưới 4 triều vua Lê Thái Tông, Lê Nhân Tông, Lê Nghi Dân và Lê Thánh Tông.

## Sự nghiệp
Nguyễn Cư Đạo người làng Đông Côi, huyện Gia Định – nay là TT Hồ huyện Thuận Thành, tỉnh Bắc Ninh, Việt Nam.
Năm 1442 đời Lê Thái Tông, ông đỗ đồng tiến sĩ, làm Ngự tiền học sinh.
Năm 1449 đời Lê Nhân Tông, ông đổi sang làm Giám sát ngự sử. Sau đó do thẳng thắn tâu hạch tội viên tham nghị ở viện Chính sự, ông bị giáng làm Trực giảng Quốc Tử Giám.
Năm 1456, ông làm Phó sứ đi sang Trung Quốc cống nhà Minh.
Hoàng tử Lê Tư Thành – em vua Nhân Tông - rất thân thiết với ông. Vì vậy khi Tư Thành lên ngôi (1460) - tức vua Lê Thánh Tông, ông được trọng dụng. Lê Thánh Tông bổ nhiệm ông làm Thừa chỉ Viện Hàn lâm, quyền Thị lang bộ Hộ, vào giảng ở toà kinh diên. Sau đó ông được thăng làm Phó đô ngự sử.
Năm 1467, ông được thăng làm Đô ngự sử, Thượng thư bộ Hộ. Ông là người rất tâm đầu ý hợp với vua Lê Thánh Tông. Sau này không rõ mất năm nào.